# بيير أوليفييه كوتيه
بيير أوليفييه كوتيه (بالإنجليزية: Pier-Olivier Côté)‏ مواليد 30 مايو 1984 في كالي، هو ملاكم محترف كندي يصنف ضمن فئة الوزن الخفيف بدأ مسيرته الاحترافية سنة 2008.

## المسيرة الاحترافية
من نزالاته:
- انتصر على أريس أمبريز بالضربة الفنية القاضية (07-05-2011).

## إحصائيات
خاض خلال مسيرته 19 نزالا، فاز في 19 ولم يتعادل ولم يخسر. فاز بالضربة القاضية في 13 نزالا.

## روابط خارجية
- بيير أوليفييه كوتيه على موقع بوكس ريك (الإنجليزية) (registration required)